# J.League Cup / Copa Sudamericana Championship 2019
La J.League Cup / Copa Sudamericana Championship 2019 ha visto contrapposti i vincitori della J. League Cup 2018, lo Shonan Bellmare, e quelli della Coppa Sudamericana 2018, l'Athl. Paranaense.
La finale si è disputata allo Shonan BMW Stadium Hiratsuka a Osaka il 7 agosto 2019.

## Squadre
| Squadra          | Federazione                | Qualificazione                          |
| ---------------- | -------------------------- | --------------------------------------- |
| Shonan Bellmare  | Japan Football Association | Vincitore della J. League Cup 2018      |
| Athl. Paranaense | CONMEBOL                   | Vincitore della Coppa Sudamericana 2018 |

## Finale
| Arbitro: | Muhammad Taqi |

|  |           |                                                            |
|  | Marcatori | 41’ Marcelo Cirino 56’ Rony 63’ Thonny Anderson 85’ Romero |